# Gijs Kerbosch
 (octobre 2018).
Si vous disposez d'ouvrages ou d'articles de référence ou si vous connaissez des sites web de qualité traitant du thème abordé ici, merci de compléter l'article en donnant les références utiles à sa vérifiabilité et en les liant à la section « Notes et références ».
 (octobre 2018).
Pour les articles homonymes, voir Kerbosch.
Gijs Kerbosch, né en 1981 aux Pays-Bas, est un réalisateur, producteur et scénariste néerlandais.

## Filmographie

### Producteur
- 2010 : All We Ever Wanted de Sarah Mathilde Domogala[2]
- 2011 : Kyteman. Now What? de Menna Laura Meijer[3]
- 2013 : Louis The Ferris Wheel Kid de Tara Fallaux
- 2014 : Marc Jacobs de Sam de Jong[4]
- 2014 : Malaguti Phantom de Sam de Jong[5]
- 2014 : Kookaburra Love de Sjoerd Oostrik[6]
- 2015 : Un creux dans mon cœur de Mees Peijnenburg
- 2015 : Spoetnik de Noël Loozen[7]
- 2015 : Prince de Sam de Jong[8]
- 2016 : Sabaku de Marlies Van Der Wel[9]
- 2017 : Botanica de Noël Loozen
- 2017 : Love Letters de Tara Fallaux[10]
- 2017 : Limburgia de Noël Loozen[11]
- 2017 : A Stranger Came to Town de Thomas Vroege[12]
- 2017 : Genderbende[13]
- 2018 : Emily de Marlies Van Der Wel

### Réalisateur et scénariste
- 2014 : The Mirror[14]